# 52 أوروبا
52 أوروبا هو سادس أكبر كويكب في حزام الكويكبات، يبلغ متوسط قطره حوالي 315 كم..52 أوروبا ليس مستدير ولكن لة شكل إهليلجي ثلاثى المحاور حوالي 380x330x250 كم اكتشف في 4 فبراير 1858 من قبل هيرمان غولدشميت من شرفته في باريس. ويطلق عليه اسم أوروبا من الميثولوجيا الإغريقية،  وهو اسم يتقاسمه مع قمر كوكب المشتري أوروبا.